# Tournoi de Nouvelle-Zélande de rugby à sept 2020
Ne doit pas être confondu avec Tournoi féminin de Nouvelle-Zélande de rugby à sept 2020.
Navigation
2019 2021
Le tournoi de Nouvelle-Zélande de rugby à sept 2020 (en anglais New Zealand Sevens 2020) est la troisième étape de la saison 2019-2020 du World Rugby Sevens Series. Elle se déroule sur deux jours les 25 et 26 janvier 2020 au Waikato Stadium d'Hamilton, en Nouvelle-Zélande. L'équipe de Nouvelle-Zélande remporte son tournoi pour la dixième fois en battant la France en finale 27-5.

## Format
En fonction du résultat du tournoi précédent, ou du classement de la saison passée pour le premier tournoi de la saison à Dubaï, les équipes sont réparties en chapeaux avant tirage au sort pour former quatre poules de quatre équipes. Chaque équipe joue les trois autres membres de sa poule et un classement est établi, tout d'abord sur le nombre de points (victoire 3 points, nul 2 points, défaite 1 point) puis sur le goal-average général. Les premiers de chaque poule sont qualifiées en demi-finale de la Cup et les trois autres équipes jouent des matches de classement de la 5e à la 15e place (le Challenge Trophy disparaît donc). Les équipes battues en demi-finales de la Cup disputent un dernier match de classement pour la troisième place.

## Équipes participantes
Seize équipes participent au tournoi (quinze équipes qualifiées d'office plus une invitée) :
- Afrique du Sud
- Angleterre
- Argentine
- Australie
- Canada
- Écosse
- Espagne
- États-Unis
- France
- Fidji
- Pays de Galles
- Irlande
- Kenya
- Nouvelle-Zélande
- Samoa
- Japon (invitée)

## Phase de poules
Rencontres et classements de la phase de poules.
| Légende | Légende                              |
| ------- | ------------------------------------ |
|         | Qualifiées en demi-finales de la Cup |

### Poule A
| Rang | Pays             | J | V | N | D | Pm  | Pe  | Diff | Pts |
| ---- | ---------------- | - | - | - | - | --- | --- | ---- | --- |
| 1    | Nouvelle-Zélande | 3 | 3 | 0 | 0 | 111 | 17  | +94  | 9   |
| 2    | États-Unis       | 3 | 2 | 0 | 1 | 71  | 33  | +38  | 7   |
| 3    | Écosse           | 3 | 1 | 0 | 2 | 43  | 81  | -38  | 5   |
| 4    | Pays de Galles   | 3 | 0 | 0 | 3 | 19  | 113 | -94  | 3   |

| 25 janvier 2020 | Écosse | 7 - 24 | États-Unis | Waikato Stadium, Hamilton |
| 25 janvier 2020 |        |        |            | Waikato Stadium, Hamilton |
| 25 janvier 2020 |        |        |            | Waikato Stadium, Hamilton |

| 25 janvier 2020 | Nouvelle-Zélande | 47 - 0 | Pays de Galles | Waikato Stadium, Hamilton |
| 25 janvier 2020 |                  |        |                | Waikato Stadium, Hamilton |
| 25 janvier 2020 |                  |        |                | Waikato Stadium, Hamilton |

| 25 janvier 2020 | Écosse | 24 - 19 | Pays de Galles | Waikato Stadium, Hamilton |
| 25 janvier 2020 |        |         |                | Waikato Stadium, Hamilton |
| 25 janvier 2020 |        |         |                | Waikato Stadium, Hamilton |

| 25 janvier 2020 | Nouvelle-Zélande | 26 - 5 | États-Unis | Waikato Stadium, Hamilton |
| 25 janvier 2020 |                  |        |            | Waikato Stadium, Hamilton |
| 25 janvier 2020 |                  |        |            | Waikato Stadium, Hamilton |

| 26 janvier 2020 | États-Unis | 42 - 0 | Pays de Galles | Waikato Stadium, Hamilton |
| 26 janvier 2020 |            |        |                | Waikato Stadium, Hamilton |
| 26 janvier 2020 |            |        |                | Waikato Stadium, Hamilton |

| 26 janvier 2020 | Nouvelle-Zélande | 38 - 12 | Écosse | Waikato Stadium, Hamilton |
| 26 janvier 2020 |                  |         |        | Waikato Stadium, Hamilton |
| 26 janvier 2020 |                  |         |        | Waikato Stadium, Hamilton |

### Poule B
| Rang | Pays           | J | V | N | D | Pm | Pe | Diff | Pts |
| ---- | -------------- | - | - | - | - | -- | -- | ---- | --- |
| 1    | Angleterre     | 3 | 3 | 0 | 0 | 71 | 45 | +26  | 9   |
| 2    | Kenya          | 3 | 1 | 1 | 1 | 67 | 50 | +17  | 6   |
| 3    | Afrique du Sud | 3 | 1 | 0 | 2 | 64 | 62 | +2   | 5   |
| 4    | Japon          | 3 | 0 | 1 | 2 | 24 | 69 | -45  | 4   |

| 25 janvier 2020 | Kenya | 19 - 24 | Angleterre | Waikato Stadium, Hamilton |
| 25 janvier 2020 |       |         |            | Waikato Stadium, Hamilton |
| 25 janvier 2020 |       |         |            | Waikato Stadium, Hamilton |

| 25 janvier 2020 | Afrique du Sud | 31 - 5 | Japon | Waikato Stadium, Hamilton |
| 25 janvier 2020 |                |        |       | Waikato Stadium, Hamilton |
| 25 janvier 2020 |                |        |       | Waikato Stadium, Hamilton |

| 25 janvier 2020 | Kenya | 12 - 12 | Japon | Waikato Stadium, Hamilton |
| 25 janvier 2020 |       |         |       | Waikato Stadium, Hamilton |
| 25 janvier 2020 |       |         |       | Waikato Stadium, Hamilton |

| 25 janvier 2020 | Afrique du Sud | 19 - 21 | Angleterre | Waikato Stadium, Hamilton |
| 25 janvier 2020 |                |         |            | Waikato Stadium, Hamilton |
| 25 janvier 2020 |                |         |            | Waikato Stadium, Hamilton |

| 26 janvier 2020 | Angleterre | 26 - 7 | Japon | Waikato Stadium, Hamilton |
| 26 janvier 2020 |            |        |       | Waikato Stadium, Hamilton |
| 26 janvier 2020 |            |        |       | Waikato Stadium, Hamilton |

| 26 janvier 2020 | Afrique du Sud | 14 - 36 | Kenya | Waikato Stadium, Hamilton |
| 26 janvier 2020 |                |         |       | Waikato Stadium, Hamilton |
| 26 janvier 2020 |                |         |       | Waikato Stadium, Hamilton |

### Poule C
| Rang | Pays    | J | V | N | D | Pm | Pe | Diff | Pts |
| ---- | ------- | - | - | - | - | -- | -- | ---- | --- |
| 1    | France  | 3 | 2 | 1 | 0 | 50 | 36 | +14  | 8   |
| 2    | Canada  | 3 | 2 | 1 | 0 | 59 | 47 | +12  | 8   |
| 3    | Irlande | 3 | 1 | 0 | 2 | 56 | 60 | -4   | 5   |
| 4    | Espagne | 3 | 0 | 0 | 3 | 48 | 70 | -22  | 3   |

| 25 janvier 2020 | Irlande | 21 - 26 | Canada | Waikato Stadium, Hamilton |
| 25 janvier 2020 |         |         |        | Waikato Stadium, Hamilton |
| 25 janvier 2020 |         |         |        | Waikato Stadium, Hamilton |

| 25 janvier 2020 | France | 21 - 17 | Espagne | Waikato Stadium, Hamilton |
| 25 janvier 2020 |        |         |         | Waikato Stadium, Hamilton |
| 25 janvier 2020 |        |         |         | Waikato Stadium, Hamilton |

| 25 janvier 2020 | Irlande | 28 - 17 | Espagne | Waikato Stadium, Hamilton |
| 25 janvier 2020 |         |         |         | Waikato Stadium, Hamilton |
| 25 janvier 2020 |         |         |         | Waikato Stadium, Hamilton |

| 25 janvier 2020 | France | 12 - 12 | Canada | Waikato Stadium, Hamilton |
| 25 janvier 2020 |        |         |        | Waikato Stadium, Hamilton |
| 25 janvier 2020 |        |         |        | Waikato Stadium, Hamilton |

| 26 janvier 2020 | Canada | 21 - 14 | Espagne | Waikato Stadium, Hamilton |
| 26 janvier 2020 |        |         |         | Waikato Stadium, Hamilton |
| 26 janvier 2020 |        |         |         | Waikato Stadium, Hamilton |

| 26 janvier 2020 | France | 17 - 7 | Irlande | Waikato Stadium, Hamilton |
| 26 janvier 2020 |        |        |         | Waikato Stadium, Hamilton |
| 26 janvier 2020 |        |        |         | Waikato Stadium, Hamilton |

### Poule D
| Rang | Pays      | J | V | N | D | Pm | Pe | Diff | Pts |
| ---- | --------- | - | - | - | - | -- | -- | ---- | --- |
| 1    | Australie | 3 | 2 | 0 | 1 | 83 | 45 | +38  | 7   |
| 2    | Argentine | 3 | 2 | 0 | 1 | 73 | 48 | +25  | 7   |
| 3    | Fidji     | 3 | 2 | 0 | 1 | 48 | 50 | -2   | 7   |
| 4    | Samoa     | 3 | 0 | 0 | 3 | 31 | 92 | -61  | 3   |

| 25 janvier 2020 | Argentine | 7 - 38 | Australie | Waikato Stadium, Hamilton |
| 25 janvier 2020 |           |        |           | Waikato Stadium, Hamilton |
| 25 janvier 2020 |           |        |           | Waikato Stadium, Hamilton |

| 25 janvier 2020 | Fidji | 19 - 12 | Samoa | Waikato Stadium, Hamilton |
| 25 janvier 2020 |       |         |       | Waikato Stadium, Hamilton |
| 25 janvier 2020 |       |         |       | Waikato Stadium, Hamilton |

| 25 janvier 2020 | Argentine | 40 - 0 | Samoa | Waikato Stadium, Hamilton |
| 25 janvier 2020 |           |        |       | Waikato Stadium, Hamilton |
| 25 janvier 2020 |           |        |       | Waikato Stadium, Hamilton |

| 25 janvier 2020 | Fidji | 19 - 12 | Australie | Waikato Stadium, Hamilton |
| 25 janvier 2020 |       |         |           | Waikato Stadium, Hamilton |
| 25 janvier 2020 |       |         |           | Waikato Stadium, Hamilton |

| 26 janvier 2020 | Australie | 33 - 19 | Samoa | Waikato Stadium, Hamilton |
| 26 janvier 2020 |           |         |       | Waikato Stadium, Hamilton |
| 26 janvier 2020 |           |         |       | Waikato Stadium, Hamilton |

| 26 janvier 2020 | Fidji | 10 - 26 | Argentine | Waikato Stadium, Hamilton |
| 26 janvier 2020 |       |         |           | Waikato Stadium, Hamilton |
| 26 janvier 2020 |       |         |           | Waikato Stadium, Hamilton |

## Phase finale
Résultats de la phase finale.

### Cup
|  | Demi-finales                        | Demi-finales                        |                        |    | Finale                              | Finale                              |
|  | Demi-finales                        | Demi-finales                        |                        |    | Finale                              | Finale                              |
|  |                                     |                                     |                        |    |                                     |                                     |
|  | 26 janvier 2020 - 16 h 20 UTC+12:00 | 26 janvier 2020 - 16 h 20 UTC+12:00 |                        |    | 26 janvier 2020 - 20 h 56 UTC+12:00 | 26 janvier 2020 - 20 h 56 UTC+12:00 |
|  | 26 janvier 2020 - 16 h 20 UTC+12:00 | 26 janvier 2020 - 16 h 20 UTC+12:00 |                        |    | 26 janvier 2020 - 20 h 56 UTC+12:00 | 26 janvier 2020 - 20 h 56 UTC+12:00 |
|  | Angleterre                          | 5                                   |                        |    | 26 janvier 2020 - 20 h 56 UTC+12:00 | 26 janvier 2020 - 20 h 56 UTC+12:00 |
|  | Angleterre                          | 5                                   |                        |    | 26 janvier 2020 - 20 h 56 UTC+12:00 | 26 janvier 2020 - 20 h 56 UTC+12:00 |
|  | France                              | 10                                  |                        |    | 26 janvier 2020 - 20 h 56 UTC+12:00 | 26 janvier 2020 - 20 h 56 UTC+12:00 |
|  | France                              | 10                                  | France                 | 5  |                                     |                                     |
|  | 26 janvier 2020 - 16 h 42 UTC+12:00 |                                     | France                 | 5  |                                     |                                     |
|  |                                     | Nouvelle-Zélande                    | 27                     |    |                                     |                                     |
|  | Nouvelle-Zélande                    | Nouvelle-Zélande                    | 27                     | 17 |                                     |                                     |
|  | Nouvelle-Zélande                    |                                     |                        | 17 |                                     |                                     |
|  | Australie                           | 14                                  |                        |    |                                     |                                     |
|  | Australie                           | 14                                  | Match pour la 3e place |    |                                     |                                     |
|  |                                     |                                     |                        |    |                                     |                                     |
|  | 26 janvier 2020 - 19 h 59 UTC+12:00 |                                     |                        |    |                                     |                                     |
|  |                                     |                                     |                        |    |                                     |                                     |
|  | Angleterre                          | 21                                  |                        |    |                                     |                                     |
|  | Angleterre                          | 21                                  |                        |    |                                     |                                     |
|  | Australie                           | 33                                  |                        |    |                                     |                                     |
|  | Australie                           | 33                                  |                        |    |                                     |                                     |

Finale (Cup)
| 26 janvier 2020 | Nouvelle-Zélande                                                                                            | 27 - 5 (12-5) | France                                                               | Waikato Stadium, Hamilton Arbitre : Craig Evans |
| 26 janvier 2020 | Essai(s) : Scott Curry (2e, 14e, 16e), Regan Ware (8e, 11e) Transformation(s) : Ngarohi McGarvey-Black (3e) |               | Essai(s) : Tavite Veredamu (5e) Carton(s) jaune(s) : Tavite Veredamu | Waikato Stadium, Hamilton Arbitre : Craig Evans |
| 26 janvier 2020 | |               |                                                                      | Waikato Stadium, Hamilton Arbitre : Craig Evans |

### Matchs de classement

#### 15e place
| 26 janvier 2020 17 h 10 UTC+12:00 | Samoa | 21 - 7 (7-7) | Pays de Galles | Waikato Stadium, Hamilton |
| 26 janvier 2020 17 h 10 UTC+12:00 |       |              |                | Waikato Stadium, Hamilton |
| 26 janvier 2020 17 h 10 UTC+12:00 |       |              |                | Waikato Stadium, Hamilton |

#### 13e place
| 26 janvier 2020 17 h 32 UTC+12:00 | Japon | 15 - 19 (10-12) | Espagne | Waikato Stadium, Hamilton |
| 26 janvier 2020 17 h 32 UTC+12:00 |       |                 |         | Waikato Stadium, Hamilton |
| 26 janvier 2020 17 h 32 UTC+12:00 |       |                 |         | Waikato Stadium, Hamilton |

#### 11e place
| 26 janvier 2020 17 h 54 UTC+12:00 | Irlande | 19 - 24 (12-12) | Écosse | Waikato Stadium, Hamilton |
| 26 janvier 2020 17 h 54 UTC+12:00 |         |                 |        | Waikato Stadium, Hamilton |
| 26 janvier 2020 17 h 54 UTC+12:00 |         |                 |        | Waikato Stadium, Hamilton |

#### 9e place
| 26 janvier 2020 18 h 16 UTC+12:00 | Fidji | 12 - 5 (0-5) | Afrique du Sud | Waikato Stadium, Hamilton |
| 26 janvier 2020 18 h 16 UTC+12:00 |       |              |                | Waikato Stadium, Hamilton |
| 26 janvier 2020 18 h 16 UTC+12:00 |       |              |                | Waikato Stadium, Hamilton |

#### 7e place
| 26 janvier 2020 18 h 38 UTC+12:00 | Argentine | 19 - 17 (7-17) | Kenya | Waikato Stadium, Hamilton |
| 26 janvier 2020 18 h 38 UTC+12:00 |           |                |       | Waikato Stadium, Hamilton |
| 26 janvier 2020 18 h 38 UTC+12:00 |           |                |       | Waikato Stadium, Hamilton |

#### 5e place
| 26 janvier 2020 19 h 00 UTC+12:00 | Canada | 28 - 7 (21-0) | États-Unis | Waikato Stadium, Hamilton |
| 26 janvier 2020 19 h 00 UTC+12:00 |        |               |            | Waikato Stadium, Hamilton |
| 26 janvier 2020 19 h 00 UTC+12:00 |        |               |            | Waikato Stadium, Hamilton |

## Bilan

### Classement du tournoi
| Cup                | Equipes          | Points | Clt | Equipes        | Points |
| ------------------ | ---------------- | ------ | --- | -------------- | ------ |
| Médaille d'or      | Nouvelle-Zélande | 22     | 9e  | Fidji          | 8      |
| Médaille d'argent  | France           | 19     | 10e | Afrique du Sud | 7      |
| Médaille de bronze | Australie        | 17     | 11e | Écosse         | 6      |
| 4e                 | Angleterre       | 15     | 12e | Irlande        | 5      |
| 5e                 | Canada           | 13     | 13e | Espagne        | 4      |
| 6e                 | États-Unis       | 12     | 14e | Japon          | 3      |
| 7e                 | Argentine        | 11     | 15e | Samoa          | 2      |
| 8e                 | Kenya            | 10     | 16e | Pays de Galles | 1      |

### Statistiques sportives
HSBC World Rugby Sevens Series 2020 - Hamilton:
- Meilleur(s) marqueur(s) d'essais du tournoi[6] :  Scott Curry (6 essais)
- Meilleur(s) réalisateur(s) du tournoi[7] :  Scott Curry (30 points)
- Impact Player(s)[8] :  Will Edwards /  Josh Turner
- Meilleur joueur de la finale[9] :  Ngarohi McGarvey-Black

- Équipe type :